# Wolfsmühle (Leutershausen)
Wolfsmühle (fränkisch: Wolfs-mil) ist ein Gemeindeteil der Stadt Leutershausen im Landkreis Ansbach (Mittelfranken, Bayern). Wolfsmühle liegt in der Gemarkung Jochsberg.

## Geografie
Die Einöde bildet mit Jochsberg eine geschlossene Siedlung und liegt an einer Ableitung der Altmühl, dem Mühlbach.

## Ortsnamendeutung
Dem Ortsnamen liegt wahrscheinlich „Wolf“ als Familienname und nicht als Tiername zugrunde.

## Geschichte
Das Mühlenanwesen wurde im Jahr 1343 als „molendinum apud Jochesperg“ (lateinisch = „Mühle bei Jochsberg“) erstmals urkundlich erwähnt. In einem markgräflicher Lehenbrief von 1459 ist die Mühle unter dem Schloss mitsamt Fischwasser der Altmühl genannt. 1545 ist ein Wolf Horn Besitzer der Mühle – vielleicht der Namensgeber der Mühle. 1604 ist in einem neuen Lehenbrief des Markgrafen für Hans Joachim von Seckendorff zu Jochsberg von der „Großen Mühle“ die Rede, „jetzt Wolfsmühle genannt“. Ihre Mannschaft war nach Jochsberg gepfarrt und 1608 dem Johannes von Seckendorff zu Jochsberg vogt-, gült-, steuer- und lehenbar. Gemäß dem 16-Punkte-Bericht von 1681 unterstand die Mühle dem nunmehrigen brandenburg-ansbachischen Vogtamt Jochsberg und gehörte mit der Untreumühle zur Gemeinde Jochsberg. Daran änderte sich nichts mehr bis zum Ende des Alten Reiches. Von 1797 bis 1808 unterstand der Ort dem Justizamt Leutershausen und Kammeramt Colmberg.
Im Rahmen des Gemeindeedikts wurde die Wolfsmühle dem 1808 gebildeten Steuerdistrikt Jochsberg zugeordnet. Es gehörte auch der 1810 gegründeten Ruralgemeinde Jochsberg an.
Die Mühle war auch ein landwirtschaftliches Anwesen; 1873 wurden 13 Stück Rindvieh gehalten.
Im Zuge der Gebietsreform in Bayern wurde die Mühle mit Jochsberg am 1. Januar 1972 in die Stadt Leutershausen eingemeindet.

## Einwohnerentwicklung
| Jahr      | 001818 | 001840 | 001861 | 001871 | 001885 | 001900 | 001925 | 001950 | 001961 | 001970 | 001987 |
| Einwohner | 9      | 10     | *      | 10     | 7      | 7      | 7      | 13     | 5      | 4      | 5      |
| Häuser    | 1      | 1      |        |        | 1      | 1      | 1      | 1      | 1      |        | 1      |
| Quelle    | [ 19 ] | [ 20 ] | [ 21 ] | [ 15 ] | [ 22 ] | [ 23 ] | [ 24 ] | [ 25 ] | [ 26 ] | [ 27 ] | [ 1 ]  |

## Religion
Der Ort ist seit Reformation evangelisch-lutherisch geprägt und bis heute nach St. Mauritius (Jochsberg) gepfarrt. Die Einwohner römisch-katholischer Konfession sind nach Kreuzerhöhung (Schillingsfürst) gepfarrt.